# (687170) 2011 QF99
2011 QF99, também escrito como 2011 QF99, foi o primeiro e único troiano de Urano a ser descoberto. O mesmo possui uma magnitude absoluta de 9,7 e tem um diâmetro com cerca de 51 km.

## Descoberta
2011 QF99 foi descoberto no dia 29 de agosto de 2011 pelo astrônomo M. Alexandersen, através do Telescópio Canadá-França-Havaí.

## Órbita
A órbita de 2011 QF99 tem uma excentricidade de 0,178 e possui um semieixo maior de 19,097 UA. O seu periélio leva o mesmo a uma distância de 15,690 UA em relação ao Sol e seu afélio a 22,504 UA.

## Estado dinâmico de troiano e evolução orbital
2011 QF99 orbita temporariamente perto ponto de Lagrange L4 de Urano. Ele continuará neste estado até pelo menos 70 mil anos e continuará a ser um coorbital de Urano até daqui três milhões de anos antes se tornar um centauro. 2011 QF99 é, assim, um centauro capturado há algum tempo por Urano e que permanecerá temporariamente como um troiano deste planeta.